# Kevin Stadler
Kevin Stadler (Reno, Nevada, 5 februari 1980) is een Amerikaans golfprofessional. Hij debuteerde in 2005 op Amerikaanse PGA Tour en keerde hierop in 2007 terug.

## Golfamateur
Stadler werd geboren in Reno, Nevada, maar verhuisde samen met zijn familie naar Denver, Colorado, waar hij op de Kent Denver School, een golfschool, verbleef. Hij studeerde af op de Universiteit van Zuid Californië en werd in 2002 een golfprofessional.
Tijdens zijn golfperiode als amateur won hij een keer een golftoernooi: het Doug Sanders Junior World Championship.

### Overwinningen
- 1997: Doug Sanders Junior World Championship

## Golfprofessional
In 2002 werd hij een golfprofessional en ging aan de slag bij de Nationwide Tour. In 2004 won hij met het Lake Erie Charity Classic at Peek 'n Peak Resort en de Scholarship America Showdown twee toernooien op de Nationwide Tour. In 2006 won hij opnieuw twee toernooien en het waren de Xerox Classic en het Albertsons Boise Open.
In december 2005 won hij de Abierto Visa de la Republica, een golftoernooi van de Challenge Tour, en kreeg hiervoor een speelkaart voor de Europese PGA Tour, in 2006.
In februari 2006 won hij snel een toernooi op de Europese PGA Tour door het Johnnie Walker Classic, dat ook deel uitmaakte van de Aziatische en de Australaziatische PGA Tour, te winnen.
In februari 2014 behaalde hij op de Amerikaanse PGA Tour zijn eerste zege door het Waste Management Phoenix Open te winnen.

### Overwinningen
Amerikaanse PGA Tour
| # | Jaar | Toernooi                      | Score           | Score | Info |
| - | ---- | ----------------------------- | --------------- | ----- | ---- |
| 1 | 2014 | Waste Management Phoenix Open | 65-68-67-68=268 | −16   |      |

Europese PGA Tour
| # | Jaar | Toernooi               | Score           | Score | Info                                                                                |
| - | ---- | ---------------------- | --------------- | ----- | ----------------------------------------------------------------------------------- |
| 1 | 2006 | Johnnie Walker Classic | 64-69-66-69=268 | −20   | Het toernooi maakte ook deel uit van de Aziatische en de Australaziatische PGA Tour |

Nationwide Tour
- 2004: Lake Erie Charity Classic at Peek 'n Peak Resort & Scholarship America Showdown
- 2006: Xerox Classic & Albertsons Boise Open

Challenge Tour
| # | Jaar | Toernooi                     | Score           | Score | Info |
| - | ---- | ---------------------------- | --------------- | ----- | ---- |
| 1 | 2005 | Abierto Visa de la Republica | 69-66-67-72=274 | −6    |      |

Overige zeges
- 1999: Champions Challenge (met zijn vader Craig Stadler)
- 2002: Colorado Open & Office Depot Father/Son Challenge (met Craig Stadler)